# Миц Віктор Леонідович
Віктор Леонідович Миц (нар. 4 березня 1954, село Козьміно Находкінського району Приморського краю, Російська Федерація) — український археолог. Кандидат історичних наук (1988). Директор Кримської філії Інституту археології НАН України в 1992—2009 роках.

## Біографія
Народився 4 березня 1954 року в селі Козьміно Находкінського району Приморського краю в сім'ї військовослужбовця. Того ж року родина переїхала в село Соколине Бахчисарайського району Кримської області (нині Автономна Республіка Крим). Після служби в Збройних силах Віктор вступив на історичний факультет Сімферопольського університету (нині Таврійський національний університет імені В. І. Вернадського), який закінчив 1979 року.
Після закінчення університету Мица направили на роботу у відділ археології Криму Інституту археології Академії наук УРСР, де він працював старшим лаборантом, молодшим науковим співробітником, ученим секретарем, а від 1988 року завідувачем відділу археології Криму.
1988 року Віктор Миц захистив кандидатську дисертацію на тему «Середньовічні укріплення Гірського Криму X—XV століть», 1991 року в київському видавництві «Наукова думка» опублікував монографію за темою дисертації «Укріплення Таврики X—XV століть».
У 1992—2009 роках був директором Кримської філії Інституту археології НАН України, де працює і тепер. Віктор Миц виступав і виступає ініціатором і керівником багатьох міжнародних і вітчизняних конференцій з історії Таврики та інших Причорноморських держав.
Дружиною Віктора була географ Людмила Анатоліївна Миц (*1960—†2002).